# Wolfgang Boettcher (Germanist)
Wolfgang Boettcher (* 28. Januar 1945 in Schmalkalden) ist ein deutscher Germanist.

## Leben
Von 1964 bis 1965 absolvierte er ein Studium Generale am Leibniz-Kolleg der Universität Tübingen und studierte von 1965 bis 1971 deutsche Philologie, neuere deutsche Literaturgeschichte und Philosophie an der Universität Tübingen und der TH Aachen (1969 allgemeine Prüfung in Philosophie und Pädagogik in der ersten philologischen Staatsprüfung). Nach der Promotion 1971 zum Dr. phil. an der TH Aachen bei Hans Glinz wurde er 1974 Professor für „Kommunikationstheorie und Sprachdidaktik“ an der PH Aachen, seit 1980 an der TH Aachen. Seit 1987 lehrte er als Professor für Germanistische Linguistik, insbesondere Sprachdidaktik am Germanistischen Institut der Ruhr-Universität Bochum.

## Schriften (Auswahl)
- Studien zum zusammengesetzten Satz. Frankfurt am Main 1972, ISBN 3-7610-7126-4.
- Kritische Kommunikationsfähigkeit. Implikationen eines Lernziels. Bebenhausen 1973, ISBN 3-87674-201-3.
- mit Horst Sitta: Der andere Grammatikunterricht. München 1981, ISBN 3-541-40042-0.
- mit Kaspar H. Spinner: Von sprachlichen Pannen zum grammatischen Nachdenken. Beispiele – Analysen – Impulse für den Unterricht in der Sek. I und II. Seelze 2018, ISBN 3-7727-1208-8.